# Christian de Chalonge
Christian de Chalonge (ur. 21 stycznia 1937 w Douai we Francji) – francuski reżyser i scenarzysta filmowo-telewizyjny.

## Nagrody i nominacje
| Nagroda | Rok  | Kategoria                                      | Za              | Wynik     |
| ------- | ---- | ---------------------------------------------- | --------------- | --------- |
| César   | 1978 | Najlepszy film                                 | Cudze pieniądze | Wygrana   |
| César   | 1978 | Najlepszy reżyser                              | Cudze pieniądze | Wygrana   |
| César   | 1978 | Najlepszy scenariusz oryginalny lub adaptowany | Cudze pieniądze | Nominacja |